# 그래미 (기업)
그래미(Glami)는 대한민국의 식음료 기업이다. 1996년 발명가 남종현이 설립했으며, 숙취해소음료, 천연차, 천연양념 등을 생산한다. 대표제품으로 여명808 등이 있다.